# الملك باديس (غرناطة)

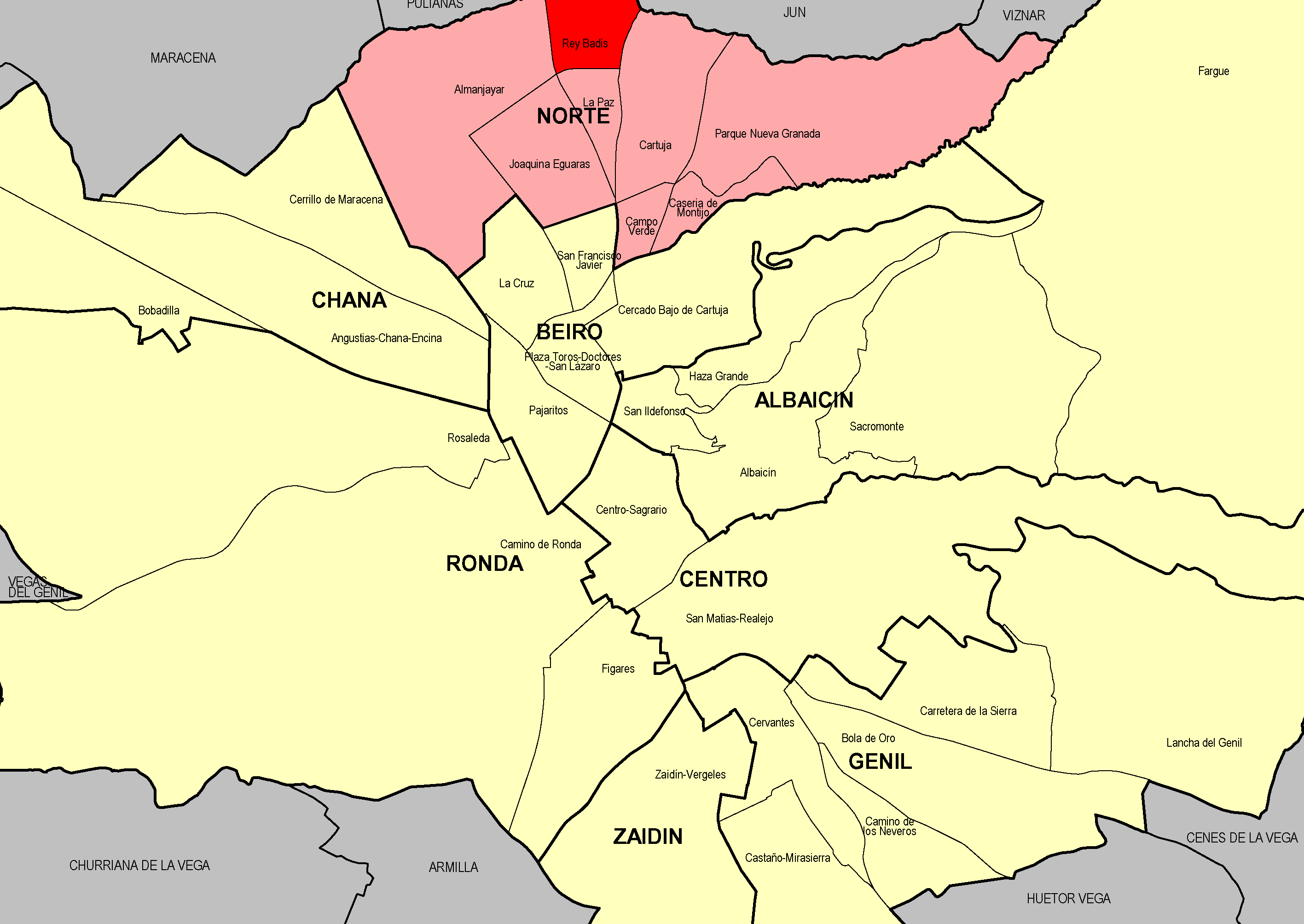
موقع الحي

الملك باديس حي في غرناطة بإسبانيا، يقع في منطقة الشمال من غرناطة يحده من الشرق مقاطعة كارتوجا، ومن الجنوب منطقة لاباز؛ ومن الغرب منطقة المانجايار، وهو ينسب إلى باديس بن حبوس حاكم طائفة غرناطة. ووفق تعداد أجري عام 2009 م، بلغ عدد سكان الحي نحو 2,570 نسمة.